# Trijntje Oosterhuis
Judith Katrijntje "Trijntje" Oosterhuis (Ámsterdam, Países Bajos, 5 de febrero de 1973) es una cantante y compositora neerlandesa de pop que representó a los Países Bajos en el Festival de la Canción de Eurovisión 2015 con la canción «Walk Along». Ese mismo año ganó el Premio Barbara Dex a la concursante de Eurovisión "peor vestida" del año.

## Carrera
En 1990 fundó con su hermano Tjeerd Oosterhuis el grupo Total Touch. En 1994 colaboró con Candy Dulfer para el álbum Big Girl. Su grupo, a pesar de dos discos muy exitosos publicados entre 1996 y 1998, se disolvió en 2001 y la cantante ha decidido convertirse en solista.
En 2004 firmó un contrato con Blue Note Records y lanzó el álbum "Strange Fruit". El éxito se confirmó con See You As I Do (2005) y The Look of Love (2006).
En 2012, Trijntje se convirtió en una de las coach de The Voice of Holland y permaneció allí durante 3 temporadas.
En 2015 participó en el Festival de Eurovisión 2015 con la canción «Walk Along», pero no logró clasificarse a la Gran Final

## Discografía

### Álbumes
| Año             | Título                                    | Máxima Posición | Certificaciones |
| --------------- | ----------------------------------------- | --------------- | --------------- |
| 1999            | For Once in My Life                       | 25              | Gold            |
| 2003            | Best of Total Touch & Trijntje Oosterhuis | 14              |                 |
| 2003            | Trijntje Oosterhuis                       | 3               | Oro             |
| 2004            | Strange Fruit                             | 2               | 2 x Platino     |
| 2005            | See You As I Do                           | 5               | Oro             |
| 2006            | The Look Of Love                          | 1               | Platino         |
| 2011            | Sundays in New York                       | 22              | N/A             |
| 2011            | We've Only Just Begun                     | 19              | N/A             |
| 2012            | Wrecks We Adore                           | 1               | Platino         |
| 2015            | Walk Along                                | 6               | Oro             |
| Con Total Touch |                                           |                 |                 |
| 1996            | Total Touch                               | 2               | 4 x Platino     |
| 1998            | This Way                                  | 1               | 2 x Platino     |